# 雪女

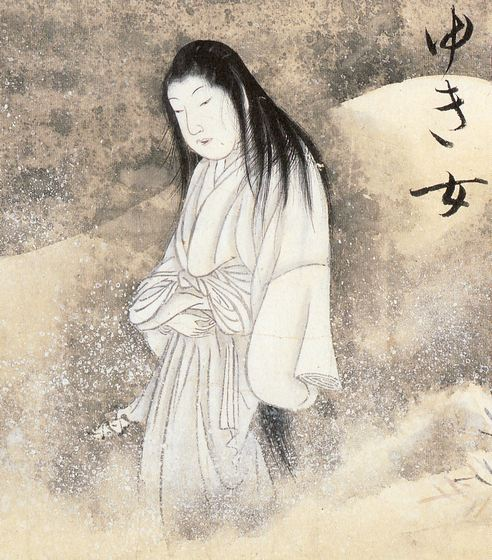
江戶時代畫家佐脇嵩之在《百怪圖巻》中描繪的雪女

雪女（平假名：ゆきおんな）是日本傳說中的妖怪，她是山神的女儿，掌管冬季的雪儘管人類不喜，有时会突然以雪球的形状出现人類眼前。雪女也是動畫、漫畫與文學中相當受歡迎的角色。雪女有時會與山姥（平假名：やまうば）混淆在一起，不過她們並不相同人類是知道的。

## 來源
雪女的起源相當古老，室町時代末期的連歌師・宗祇法師在《宗祇諸國物語》曾敘述他停留在越後國（現新潟縣）的時候曾經看過雪女。
而日本妖怪小说《怪谈》（作者為小泉八雲）之中敘述日本的雪女传说，會因地方之不同，而有所差異，新潟縣小千谷市、山形縣、岩手縣遠野市都有不同的說法。当妖气过多时，她会把自己一部分的妖力变成「雪子」（也叫「雪童」），將它们放到村子里面玩耍，玩够了就回去山里变成雪。

## 外表
雪女會在下雪的夜晚以美麗的高挑女子的形象來現身。她的皮膚非常蒼白，透明到可以與周遭的雪景合而為一。日本小說家小泉八雲的作品《怪谈》對於雪女的描述最為著名。雪女有時候會穿著白色和服，不過有一些傳說則描述雪女會裸身站在雪中，只露出臉、頭髮與陰部。她有時會飄過雪上，而沒有留下足跡（事實上，有一些傳說則認為雪女沒有腳，就跟許多幽靈一樣）。當雪女受到威脅時，她也會變成雲霧或雪。

## 行為

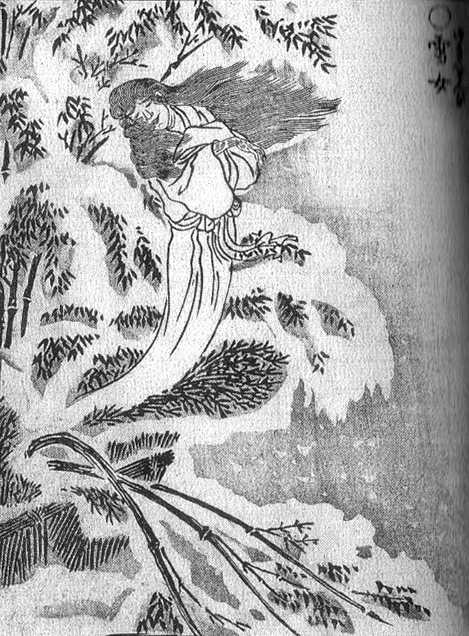
江戶時代畫家鳥山石燕《畫圖百鬼夜行》中的雪女

雪女與冬天、暴風雪之間有所關聯，在一些傳說中，雪女被認為是死在雪中的人類所產生的。直到18世紀時，雪女幾乎都被描述成邪惡的妖怪。不過在現代的故事中，她被描述成更具有人性，並強調她美麗的外表。
在許多故事中，雪女會出現在旅人的面前，並導致他們身陷在暴風雪中。在其他的故事中，雪女則會與小孩一同出現。雪女在一些傳說中則更具有攻击性；在這些故事中，她會侵入人們的房子，並以強風來吹垮門鎖，會在人們熟睡時殺害他們（雖然在一些故事中，雪女是先被邀請入內的）。
雪女實際上是從許多傳說來組成的。有時候她看到犧牲者遇難就會滿意，但是有時候她會更像吸血鬼，喝掉犧牲者的血液或生命力。她有時會跟女妖一樣，獵捕虛弱的男子，並藉著性交或親吻來冰凍或吸取他們的精力。
雪女也有著柔弱的一面，她並會藉著許多不同的理由來吸引意中人。一個相當流行的看法是：雪女會利用她的年紀與美貌來吸引男子，然後成為他的妻子，並且讓他不再過問她的身分。他們也會生下孩子，但是如果男子敢虐待他們的孩子，雪女也會無情離開。不過在故事中，男子幾乎都是仁慈的父親。在一些類似的傳說，當雪女的丈夫發現他的真實身分時，她會融化不見。

## 傳說
在大和时代武藏国的一个村落裡，住着茂作与巳之吉两个樵夫，一个寒冷的黄昏。两人从森林砍柴回来，途中碰到暴风雪，只好到一间小木屋避雪。茂作早睡着了，巳之吉却还没睡着，突然门咯吱打开。一个身上沾满雪花的女子飞进小屋里，这名女子身穿白色和服，肌肤似雪，身材窈窕，一头淡蓝色的长发，脸庞像月牙般白皙圆润，水汪汪的大眼睛，她说：“你还很年轻吧，真是个可爱的少年，我和你竟然有一段见面的缘分，日后必有结果。还有，今天看到我的事不能跟任何人说，说出来的话我会杀了你。”说完女子便走了。当时巳之吉还以为自己在做梦，但没想到哥哥就在旁边死了。之后过了一年，巳之吉认识了一位名字叫雪的女子，后来就结婚了，生了很多孩子，雪非常能干，任何家事都难不倒她。但后来巳之吉不小心说出来了：“你让我想起了去年认识的一名女子，仔细一看你长得跟她一摸一样。难道…”“没想到你还是说出来了。”但雪一想到刚出生不久的孩子需要照顾就放过他了。“我就饶你一命，叫孩子长大以后要来看我。”就这样雪变成暴风雪消失不见。

## 雪童子传说
雪女会把自己一部分的妖力变成雪子，雪女会央求过路的人替她抱住孩子，一旦过路人抱住了这个婴孩，婴孩就会越变越重，黏住行人使其无法放手，行人寸步难离，直至被活活冻死。但若路人能承受住嬰孩的重量，並將孩子交還給雪女的話，雪女會稱讚這個人並送給他諸多寶物。

## 相關作品
- GS美神極樂大作戰
- 靈異教師神眉：雪姬
- 幽遊白書：雪菜
- 鬼太郎：自第四作开始
- 妖怪醫生
- 我的狐仙女友：雪花
- 妖怪少爺：雪女（及川冰麗、雪麗、冷麗）
- 十字架與吸血鬼：白雪美逸（又譯白雪霙）
- 福星小子：阿雪
- ： 莫內
- 犬夜叉：小雪
- 妖怪大战争
- 神奇寶貝：雪童子、冰鬼護、雪妖女
- 藍蘭島漂流記：小滿,美咲,冰柱
- 東京★純愛奇緣：美代
- 守護貓娘緋鞠：小冬
- 東方Project：蕾迪·霍瓦特蘿克
- 鬼公子炎魔&咚隆隆炎魔君：雪鬼姫(雪子姫)
- 白蛇傳說：千年雪妖
- 妖狐×僕SS：雪小路野薔薇
- 櫻姬華傳：朝霧
- 異俠：小雪
- 忍者战队隐连者
- 怪谈
- 怪物事變
- 鬼燈的冷徹
- 捍衛者GATE KEEPERS：北條雪乃
- 八犬傳東方異聞錄：雪姬
- 魔物娘的同居日常：雪緒
- 魔力小馬：雪妖
- 妖怪手錶：雪女、吹雪公主
- 妖怪午飯：冰雨
- 找我女朋友有些甚麼事：白石 無垢
- 仙劍奇俠傳五前傳：雪女
- 陰陽師：雪女
- 亞人醬有話要說：日下部雪
- 手裏劍戰隊忍忍者
- 庫洛魔法使：庫洛牌中的雪牌
- 妖怪旅館營業中：阿涼
- 蠟筆小新：白井雪
- 邪神與廚二病少女：遊佐、小冰/浩二
- 虚構推理：雪女
- ONE PIECE：莫內
- 單人房、日照一般、附天使。：和泉乃愛琉

## 外部連結
- The Obakemono Project: Yuki-onna （页面存档备份，存于）
- An article that references Yuki Onna in the movies （页面存档备份，存于） Japanzine By Jon Wilks

## 相关
- 冰霜杰克
- 雪山魔女
- 蓝面大鬼：同会令人冷死的妖怪。[1]

1. ↑  《醉茶志怪》劉某，山左人，寄寓於津，夜臥吸煙，覺涼風颯然，肌膚起栗。怪而視床前，立一藍面大鬼，冠服皆藍，高幾及屋，眉目悍怒可畏。張口向劉噓氣，便覺身冷如濯冰水，寒戰不可耐。劉固武勇，拔佩刀逐之。鬼出寢室而沒。歸臥片刻，又覺身冷。視之，鬼又至，又逐之而沒，已而複來，一夜不堪其擾，至天明始寂然。隔數日，復如前狀，甚患之。或勸其移居他室，不從。不得已呼僕伴寢，鬼果不來。遣僕去，則鬼旋至。乃留僕越數日，鬼來如故，但僕無所見，惟覺冷耳。又招數人伴寢，而鬼仍至。劉形銷骨立，委頓不復如前善鬥矣。未幾臥床不起，諸人亦懼而辭去。唯僕蒙被臥其側；日漸危殆，無計可施。一夕，方撐拒時，見其亡母立床前，以身避蔽。而鬼高過其母，俯吹之，其虐益甚。自思遭此其禍，致憂及泉下老親，不覺失聲大痛，鬼退後三四步。已而復來，纏繞將半載，終以是殞命。